# Air Bucharest
Air Bucharest este o companie aeriană românească înființată în 2010. Baza companiei se află la Aeroportul Internațional „Henri Coandă” București, dar operează și de pe aeroporturile din Cluj-Napoca, Iași, Sibiu, Suceava și Timișoara.

## Istorie
Compania a fost înființată în iulie 2010 de Hasan Yapici și Oana Yapici . Primul zbor operat a fost pe ruta Cluj-Napoca - Antalya la data de 3 iulie.

## Flota

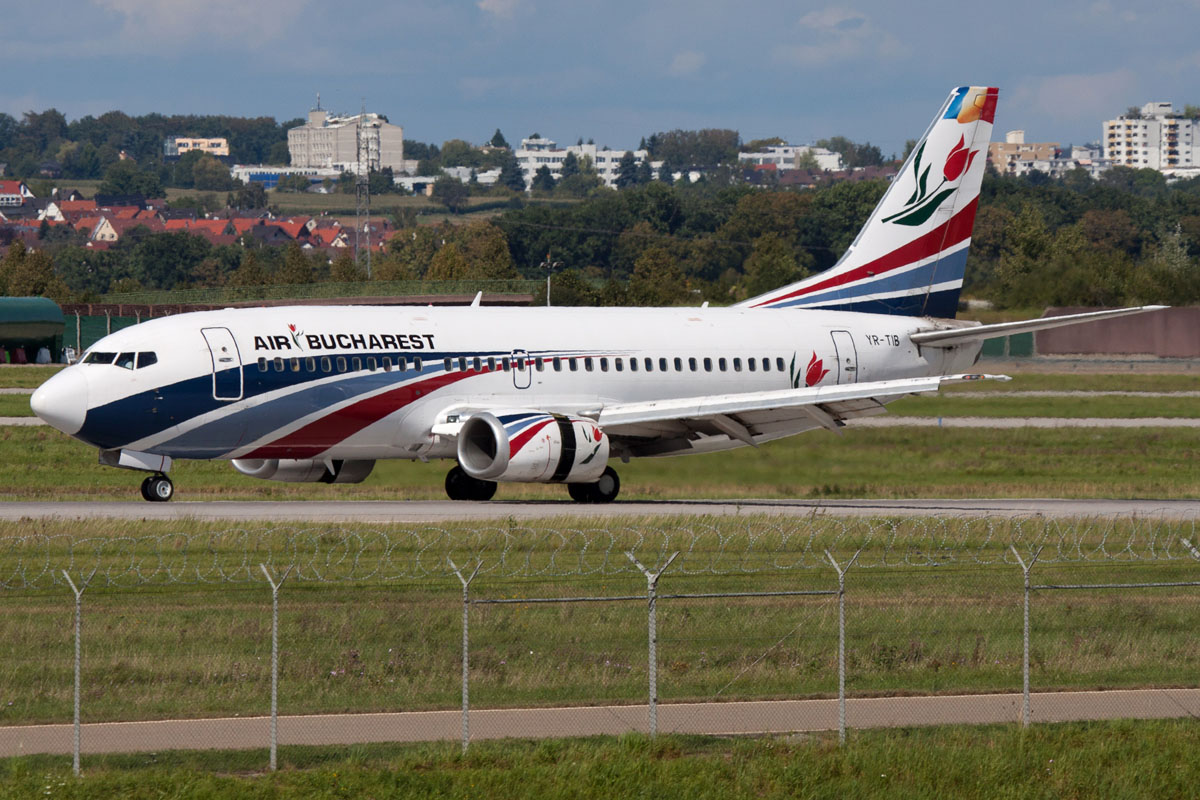
Air Bucharest Boeing 737-300

În aprilie 2011, flota companiei era formată dintr-o aeronavă B737, cu o vechime estimată de 19,6 ani. Aeronava nu este echipată cu locuri business.
| Tip avion | Total | Pasageri | Observații | Înmatriculare |
| --------- | ----- | -------- | ---------- | ------------- |
| B737-300  | 1     | 148      |            | YR-TIB        |
| B737-400  | 1     | 168      |            | YR-SKI        |